# Beck Vilmos (operaénekes)
Beck Vilmos (külföldön Wilhelm és William Beck is) (Pest, 1868. február 19. – Chicago, 1925. december 1.) operaénekes (bariton).

## Élete
Édesapja, Beck Sándor egy zsidó gyáros volt, édesanyja Friedman Katalin. Zenei képességei már tízéves korában megnyilvánultak. Zeneszerzést és zongorázni tanult Pesten, Hans Koessler figyelt fel énektudására, az ő javaslatára ment négy évre Párizsba, ahol a Conservatoire-on képezte hangját.
Hazatérése után, 1892. szeptember 17-én debütált az Operaházban Thomas Hamletjének címszerepében. A következő hónapban szerződtették tagnak. Hamar a társulatnak Takáts Mihály mellett legtöbbet foglalkoztatott baritonja lett. 1901-ben vendégül hívta a bécsi Udvari Opera. Itt szeptember 10-én a Rajna kincse Alberichjeként mutatkozott be. Két évadon át járt vissza vendégként az osztrák fővárosba. 1908-ban megszűnt budapesti szerződése, január 14-én Hamletként búcsúzott. Párizsba ment, ahol február 1-jén Telramund (Wagner: Lohengrin) szerepében mutatkozott be a Garnier-palotában. Az első világháború kitöréséig főként koncertszerű Wagner-előadásokon szerepelt a francia fővárosban. 1910-től haláláig legtöbbször a chicagói Auditorium Theaterben működő vállalkozásoknál lépett fel. 1912-ben sikertelenül pályázta meg a nézőszám visszaesése miatt gazdasági válságba került budapesti Opera igazgatói állását. Az első világháború után újra gyakran szerepelt Európában, ebben az időszakban Svédországban vendégeskedett legtöbbször.
Rövid ideig (a későbbi Góthné) Kertész Ella színésznő férje volt, akivel 1898. június 18-án Budapesten, a Terézvárosban kötöttek házasságot, majd 1904-ben elváltak.
Váratlanul, chicagói szállodai szobájában halt meg. Okként felvetődött a mérgezés lehetősége is. Az amerikai magyar közösséget megdöbbentette a hír.
Pályáján két fontos ősbemutató részese volt: 1902. december 16-án Budapesten énekelte Adelbert von Weislingent Goldmark Károly Berlichingen Götzének világpremierjén, 1921. december 30-án Chicagóban az első Leander volt Prokofjev A három narancs szerelmese c. operájában.
Szerepköre a hősbariton volt s az olasz és francia operákban, csakúgy, mint a Wagner-zenedrámákban kiváló volt. Hangját szép tónusúnak, teltnek, bel canto stílusra is alkalmasnak írták le.

## Szerepei
- Giordano: Fedora — De Siriex
- Goldmark: Berlichingen Götz — Adelbert von Weislingen
- Gounod: Faust — Valentin
- Leoncavallo Bajazzók — Tonio
- Massenet: Heródiás — Vitellius
- Meyerbeer: Az afrikai nő — Nelusko
- Mozart: Don Juan — címszerep
- Prokofjev: A három narancs szerelmese — Leander
- Puccini: Manon Lescaut — Lescaut őrmester
- Puccini: Tosca — Scarpia báró
- Saint-Saëns: Sámson és Delila — Dagon főpapja
- Thomas: Hamlet — címszerep
- Verdi: Rigoletto — címszerep
- Verdi: Otello — Jago
- Wagner: A bolygó hollandi — A Hollandi
- Wagner: Tannhäuser... — Wolfram von Eschenbach
- Wagner: Lohengrin — Telramund
- Wagner: Trisztán és Izolda — Kurwenal
- Wagner: A Nibelung gyűrűje — Alberich; Wotan